# Annie Le Youdec
Annie Le Youdec est une actrice française spécialisée dans le doublage. Elle est notamment la voix française récurrente de Helen Mirren, Geena Davis et Lesley Manville.

## Biographie
Elle est formée à l'ENSATT puis au Conservatoire national supérieur d'art dramatique.

## Filmographie

### Cinéma
- 1983 : La vie est un roman

### Télévision
- 1979 : La Grâce : Jeanette
- 1980 : Au théâtre ce soir : Une sacrée famille de Louis Verneuil, mise en scène de Robert Manuel, réalisation de Pierre Sabbagh, Théâtre Marigny : Colette Brévannes
- 1991 : Cas de divorce : Annie Garnier (1 épisode)
- 1993 : Puissance 4
- 1999 : Navarro : Madame Grangier (1 épisode)
- 2011 : Rani : La Reine mère (3 épisodes)

## Doublage

### Cinéma

#### Films
- Helen Mirren dans (12 films) :
  - Mrs. Tingle (1999) : Eve Tingle
  - Calendar Girls (2003) : Chris
  - L'Enlèvement (2004) : Eileen Hayes
  - H2G2 : Le Guide du voyageur galactique (2005) : Pensée profonde
  - Jeux de pouvoir (2009) : Cameron Lynne
  - L'Affaire Rachel Singer (2010) : Rachel Singer
  - Hitchcock (2013) : Alma Reville
  - Beauté cachée (2016) : Brigitte
  - Casse-Noisette et les Quatre Royaumes (2018) : Mère Gingembre
  - Shazam! La Rage des Dieux (2023) : Hespéra
  - Barbie (2023) : la narratrice
  - Golda (2023) : Golda Meir

- Geena Davis dans (9 films) :
  - Thelma et Louise (1991) : Thelma Dickinson
  - Une équipe hors du commun (1992) : Dottie Hinson
  - Angie (1994) : Angie
  - Chérie, vote pour moi (1994) : Julia Mann
  - L'Île aux pirates (1995) : Morgan Adams
  - Stuart Little (1999) : Eleanor Little
  - Stuart Little 2 (2002) : Eleanor Little
  - Ava (2020) : Bobbi Faulkner
  - Blink Twice (2024) : Stacy

- Lesley Manville dans (4 films) :
  - Phantom Thread (2017) : Cyril Woodcock
  - L'Un des nôtres (2020) : Blanche Weboy
  - Une robe pour Mrs. Harris (2022) : Ada Harris
  - The Critic (2023) : Annabel Land

- Monica Bleibtreu dans :
  - Le Dernier Été de Brecht (2000) : Helene Weigel
  - Quatre Minutes (2006) : Traude

- Melissa Leo dans : 
  - Welcome to the Rileys (2010) : Lois Riley
  - Snowden (2016) : Laura Poitras

- Cherry Jones dans :
  - Brooklyn Affairs (2019) : Gabby Horowitz
  - Dans les yeux de Tammy Faye (2021) : Rachel LaValley

- 1998 : Sexe et autres complications : Jennifer Oakes (Heather Fairfield)
- 1999 : Jawbreaker : Madame Sherwood (Carol Kane)
- 2003 : Nos meilleures années : Adriana Carati (Adriana Asti)
- 2005 : In Her Shoes : Sydelle Feller (Candice Azzara)
- 2009 : Hierro : Julia (Miriam Correa)
- 2011 : Crazy, Stupid, Love : Claire (Beth Littleford)
- 2013 : Sublimes Créatures : Gramma (Eileen Atkins)
- 2014 : Quand vient la nuit : Dottie (Ann Dowd)
- 2015 : The Lobster : Biscuit Woman (Ashley Jensen)
- 2016 : Le Procès du siècle : Heather (Jackie Clune)
- 2016 : Pee-wee's Big Holiday : Penny King (Diane Salinger)
- 2018 : La Favorite : Mme Meg (Jennifer White)
- 2021 : Un héros : Mme Radmehr (Fereshteh Sadre Orafaiy)
- 2022 : Black Crab : ? (?)
- 2022 : Cours particulier : ? (?)
- 2022 : Decision to Leave : ? (?)
- 2022 : Les Banshees d'Inisherin : Mrs. O'Riordan (Bríd Ní Neachtain)
- 2022 : Argentine, 1985 : ? (?)
- 2022 : Smile : Dr Madeline Northcott (Robin Weigert)
- 2022 : Et l'amour dans tout ça ? : Aisha Khan (Shabana Azmi)
- 2023 : Love Again : un peu, beaucoup, passionnément : Gina Valentine (Celia Imrie)
- 2023 : Bihter : A Forbidden Passion (tr) : la tante (Tilbe Saran (tr))
- 2023 : Pauvres Créatures : Mme Prim (Vicki Pepperdine)
- 2024 : La Plateforme 2 : ? (?)
- 2024 : Our Little Secret : Ida (Melinda Tanner)
- 2024 : Le Train des enfants : ? (?)
- 2024 : A Real Pain : Marcia (Jennifer Grey)
- 2024 : Le Silence de Mélodie : la proviseure Antenucci (Catherine McNally)
- 2024 : Night Swim : Kay (Nancy Lenehan)
- 2025 : G20 : Joanna Worth (Elizabeth Marvel)
- 2025 : Life of Chuck : ? (?)
- 2025 : Évanouis : Gladys Lilly (Amy Madigan)

#### Films d'animation
- 2005 : Stuart Little 3 : En route pour l'aventure : Eleanor Little
- 2007 : Barbie, princesse de l'île merveilleuse : Reine Ariana[n 1]
- 2019 : Abominable : Nai Nai
- 2021 : Riverdance : L'Aventure animée (en) : Mamie
- 2021 : Charlotte : Grand-mère
- 2023 : Leo : Mme Malkin[n 2]
- 2024 : La Légende du tigre : Mme Lee
- 2025 : Elio : la narratrice du musée[2]

### Télévision

#### Téléfilms
- Monica Bleibtreu dans (6 téléfilms) :
  - Thomas Mann et les siens (2001) : Katia Mann
  - Terre perdue (de) (2002) : la grand-mère
  - Le Murmure des vagues (2005) : Generalin von Palinkow
  - Le Dernier Voyage de Maria (de) (2005) : Maria
  - Le Grincheux (2008) : Vera Hartel
  - Embrassez-le pour moi (de) (2008) : Marie Dunkel

- P. Lynn Johnson dans :
  - L'Héritage de Noël (2016) : Betty
  - Ma cible pour Noël (2018) : Nancy

- 1998 : Nick Fury: Agent of SHIELD : Kate Neville (Tracy Waterhouse)
- 2015 : Les Chaussures magiques : Margie Epberg (Lynn Milano)
- 2017 : Un Noël en cadeau : Patty McKee (Cindy Pickett (en))
- 2019 : Une romance de Noël en sucre d'orge : Joy Merriwether (Sharon Lawrence)
- 2020 : Country at Heart : Adélaïde (Carrie Schiffler)
- 2021 : Un amour inévitable : Diana (Frances Flanagan)
- 2022 : Meurtre à Noël : Brianna (Erin Gray)
- 2022 : Tout ce que je veux pour Noël… c'est toi ! : Judy (Lois Brothers)
- 2022 : Noël à Broadway !  : ? (?)
- 2023 : La Vengeance d'une maîtresse : Hailey Brunner (Sallie Glaner)

#### Séries d'animation
- 1987 : Starcom : Consuella (épisode 4)
- 1997-2001 : Daria : Mlle Barch et tante Amy (1re voix)
- 2002-2004 : Fillmore ! : le principal Dawn Folsom
- 2003 : Stuart Little (en) : Eleanor Little
- 2010 : Le Petit Prince : Turquoise (épisode Planète du Ludokaa)
- 2016 : Kazoops! (en) : Mamita
- 2022-2023 : Abominable et la Cité invisible (en) : Nai Nai
- 2023 : Pluto : la logeuse
- 2023 : Kung Fu Panda : Le Chevalier Dragon : Lady Luncida
- 2024 : The Grimm Variations : Madame et Grand Code

#### Documentaires
Dame Joan Collins : Une actrice glamour mais sans fard (2022) : Joan Collins